# Maracaibo
Maracaibo is een stad en gemeente in Venezuela en is de hoofdstad van de staat Zulia. In 2013 bedroeg het aantal inwoners 1.560.000. Maracaibo is daarmee de op een na grootste stad van Venezuela. De temperatuur ligt meestal tussen de 29 °C en 32 °C. De stad staat in Venezuela ook bekend als La Tierra del Sol amada (Het door de Zon geliefde Land). Maracaibo is een havenstad met uitgang naar de Golf van Venezuela. Het grootste deel van de olietransport van Venezuela wordt vanuit deze haven afgewikkeld.

## Geschiedenis
Maracaibo werd in 1529 gesticht op de westoever van het Meer van Maracaibo. Ter plaats bevond zich de Indiaanse nederzetting Coquibacoa. Door haar geïsoleerde ligging bleef Maracaibo gedurende bijna 400 jaar een kleine en onbelangrijke stad die alleen via het meer bereikt kon worden. Alle transport van en naar de stad was afhankelijk van veerponten die de stad verbonden met de wegen aan de oostzijde van het meer. Maracaibo was meer op het westelijk gelegen buurland Colombia dan op de rest van Venezuela georiënteerd, en de geïsoleerde ligging van de stad zou ertoe hebben geleid dat de bevolking van Maracaibo onafhankelijk en vrijheidslievend is. Geruime tijd was zelfs sprake van het oprichten van een eigen onafhankelijke republiek van Zulia in het gebied, La República Independiente del Zulia. Ook tegenwoordig nog worden de Venezolaanse overheidsdebatten in Maracaibo kritischer gevolgd dan elders in het land.

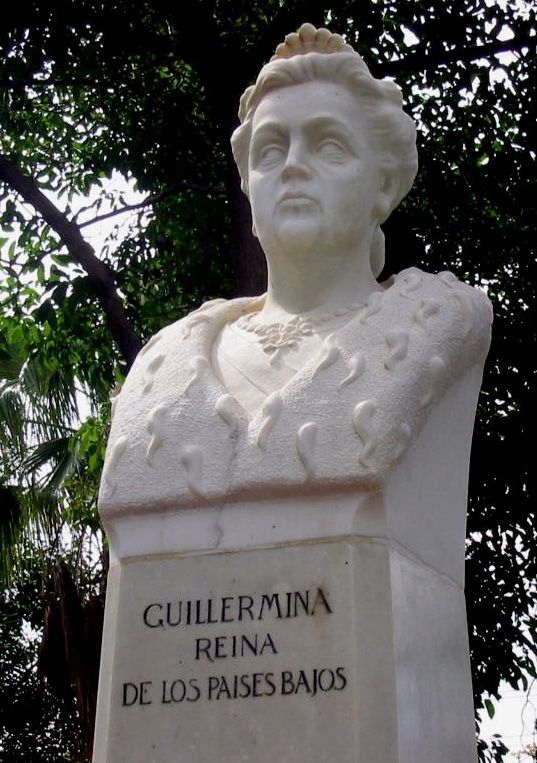
Borstbeeld van koningin Wilhelmina, Plaza Reina Guillermina

Tijdens de Tweede Wereldoorlog breidde het Brits-Nederlandse bedrijf Shell zich sterk uit in Maracaibo, omdat het al zijn bases in het bezette Nederland en het toenmalig Nederlands Oost-Indië verloren had. Samen met concurrent Esso, dat eveneens voor de geallieerden werkte, zorgde Shell voor een forse opbloei van de olie-industrie in het Meer van Maracaibo. Het borstbeeld van koningin Wilhelmina herinnert nog aan die tijd. Door de oliewinning daalde het vlakke land aan de oostoever tot beneden het niveau van het Meer van Maracaibo, zodat een forse dijk moest worden aangelegd.
In de jaren vijftig meende het dictatoriale regime van generaal Marcos Pérez Jiménez dat de geïsoleerde ligging van het anarchistische Maracaibo moest worden opgeheven. Daarom werden plannen ontwikkeld voor een brug die de twee oevers van het meer met elkaar zouden verbinden. In de plannen werd tevens een railverbinding over het water opgenomen, en er was ook oog voor de toeristische waarde van het geheel. Na de val van het regime in 1958 werd gekozen voor een wat minder prestigieuze uitvoering. In 1962 werd El Puente sobre el Lago de Maracaibo (De Brug over het Meer van Maracaibo) geopend. De bouw van de brug had 40 maanden geduurd.

## Bezienswaardigheden
- Basiliek van Onze Vrouw van de Rozenkrans van Chiquinquirá

## Sport
In Maracaibo ligt ook het Estadio José Pachencho Romero, een multifunctioneel stadion en thuishaven van voetbalclubs Unión Atlético Maracaibo en Zulia FC. Ook de nationale ploeg van Venezuela speelt geregeld interlandwedstrijden in dit in 1971 geopende complex.

## Transport
Bussen en kleinere busjes zijn de belangrijkste vorm van openbaar vervoer in Maracaibo. De stad beschikt over een 6,5 kilometer lange metrolijn, die vanuit het centrum in zuidwestelijke richting verloopt. Op een kleine afstand van Maracaibo's zuidelijke buitenwijken ligt La Chinita International Airport, een van de grote vliegvelden van Venezuela.

## Geboren
- Asnoldo Devonish (1932-1997), atleet
- Richard Páez (1952), voetballer en voetbalcoach
- Sara Symington (1969), Brits wielrenster
- Patricia Velásquez (1971), actrice en model
- Massimo Margiotta (1977), voetballer
- José Argote (1980), voetbalscheidsrechter

## Galerij

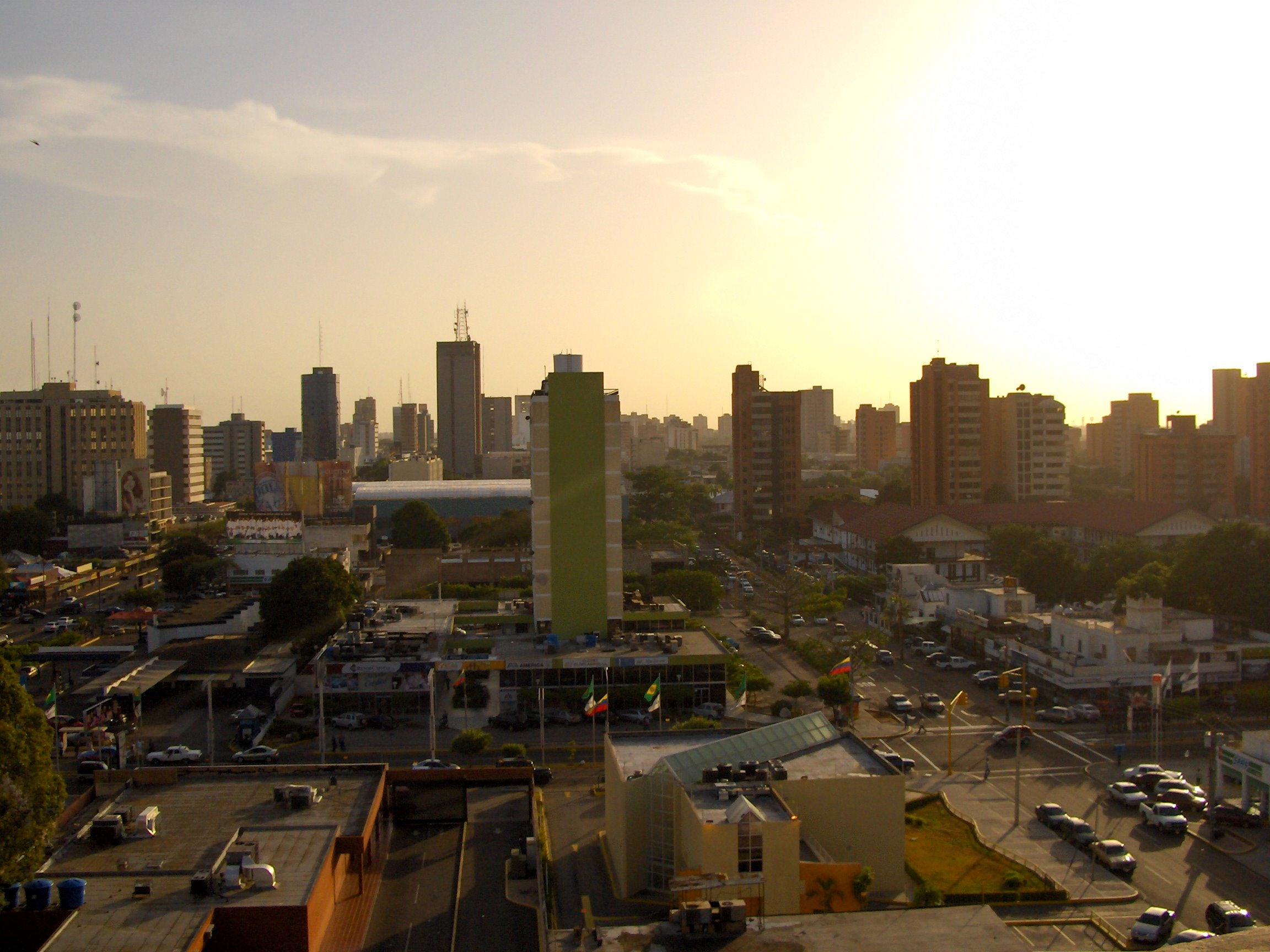
Maracaibo
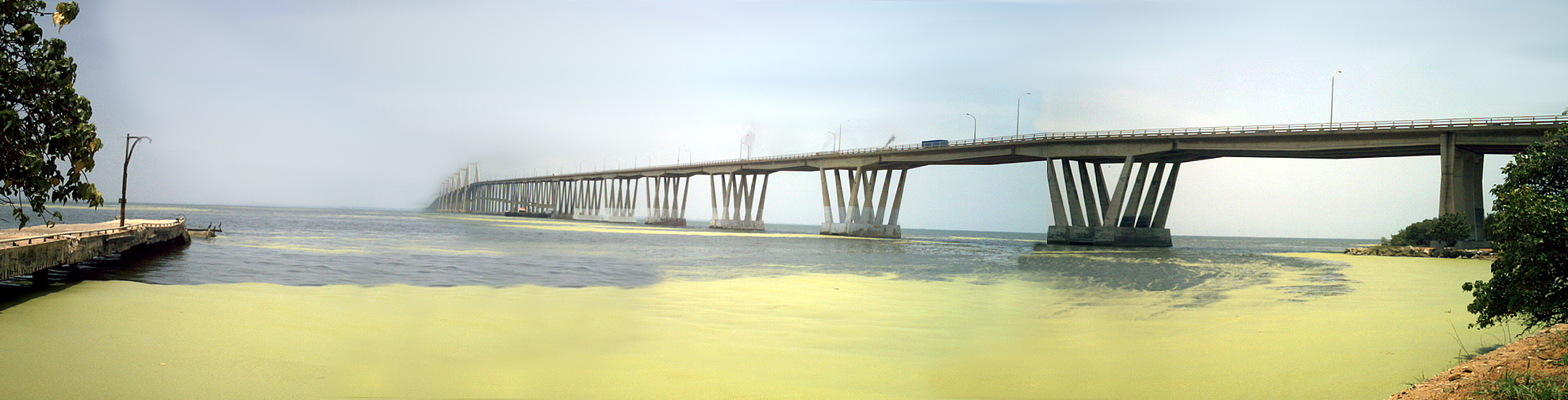
Brug over het meer van Maracaibo